# أدميرال (ألمانيا)
```
أدميرال،
 (عربي: أميرال) من الرتب الضباط العليا في 
البحرية الألمانية
. وهو ما يعادل 
الجنرال (ألمانيا)
 في 
الجيش
 
الألماني
 أو 
القوات الجوية الألمانية
. في الخدمات الطبية المركزية لا يوجد ما يعادلها. في القوات البحرية الألمانية، يعتبر 
الأدميرال
، كما هو الحال في العديد من القوات البحرية، من فئة 
رتب الأربعة نجوم
 يرمز له في حلف شمال الأطلسي ( 
OF-9)
. يوجد حاليًا أميرال في البحرية الألمانية، 
الأدميرال
 مانفريد نيلسون، الذي يشغل منصب 
نائب القائد الأعلى لقوات الحلفاء ترانفورشن في
 
نورفولك، فرجينيا
 .
```

وجدت الرتب في غيرها من القوات البحرية الناطقة باللغة الألمانية، على سبيل المثال البحرية الإمبراطورية الألمانية والرايخ مارين وكريغسمرينه وفولكسمارين والبحرية النمساوية المجرية،

- OF-9: [1] الأدميرال / جنرال
- OF-8: Vizeadmiral/eneralleutnant
- OF-7: كونتريميرال/Generalmajor
- OF-6: Flottillenadmiral/Brigadegeneral

## تاريخ الأدميرال في ألمانيا
| رتبة الأدميرال من كريغسمارين الألمانية في عام 1944 | رتبة الأدميرال من كريغسمارين الألمانية في عام 1944 | رتبة الأدميرال من كريغسمارين الألمانية في عام 1944 | رتبة الأدميرال من كريغسمارين الألمانية في عام 1944 | رتبة الأدميرال من كريغسمارين الألمانية في عام 1944 | رتبة الأدميرال من كريغسمارين الألمانية في عام 1944 | رتبة الأدميرال من كريغسمارين الألمانية في عام 1944 |      |
| -------------------------------------------------- | -------------------------------------------------- | -------------------------------------------------- | -------------------------------------------------- | -------------------------------------------------- | -------------------------------------------------- | -------------------------------------------------- | ---- |
| الرتبة                                             | الأميرال الأعلى (GrsAdm)                           | الأميرال العام (GenAdm)                            | أميرال (ADM)                                       | Vizeadmiral (VADM)                                 | كونتريميرال (KAdm)                                 | Kommodore                                          |      |
| اكتاف                                              |                                                    |                                                    |                                                    |                                                    |                                                    |                                                    |      |
| الدانتيل الأكمام                                   |                                                    |                                                    |                                                    |                                                    |                                                    |                                                    |      |
| علم القيادة                                        |                                                    |                                                    |                                                    |                                                    |                                                    |                                                    |      |
|                                                    |                                                    |                                                    |                                                    |                                                    |                                                    |                                                    |      |
| ما يعادل                                           | أميرال الأسطول                                     | أميرال                                             | نائب الاميرال                                      | الأميرال الخلفي (اه)                               | الأميرال الخلفي (lh)                               | عميد بحري                                          |      |
| معادل الناتو                                       | OF-10                                              | OF-9                                               | OF-8                                               | OF-7                                               | OF-6                                               | OF-5                                               | OF-5 |

| مرتبة  | اسم             | تعليق     |
| ------ | --------------- | --------- |
| أميرال | فيرنر، فالديمار | 1914-1982 |
| أميرال | إهم، فيلهلم     | 1918-2009 |
| أميرال | هوفمان، ثيودور  | 1935-     |